# Klimatkamrarna
Klimatkamrarna var en vandringsutställning som producerades av den statliga myndigheten Riksutställningar och turnerade i Norden 1994 till 1995. Det var den största utställning som Riksutställningar hade fraktat på buss eller bilar och krävde en utställningsyta på cirka 500 till 600 kvadratmeter.

## Bakgrund
Början på 1990-talet innebar ekonomisk kris och svalare tider för det svenska kulturklimatet. Riksutställningar berördes också. Verksamheten ifrågasattes från regeringshåll och funderingar fanns på att lägga ner myndigheten, eller minska den betydligt. Inför en kommande kulturutredning tacklade Riksutställningar situationen genom delvis ny profilering av verksamheten.
Det internationella engagemanget skulle ökas liksom satsningen på ung, samtida konst. Flera av produktionerna blev större och mer avancerade och krävde omfattande bakgrundsarbete, forskning och medverkan av experter med särskild ämneskompetens. Kraftsamlingen blev en markering av Riksutställningar, med syfte att visa att myndigheten behövdes som en nationell institution inom utställningsområdet. Riksutställningar framhävde sin samlade kompetens och resurser, som myndigheten menade kunde användas till att uträtta viktiga saker på lokal nivå i landet.

Riksutställningars chef 1991, Bengt Skoog, uttalade sig på följande vis i Riksutställningars tidning nr 3, 1991:
/.../Länsmuseerna kan av naturliga skäl inte svara för det Riksutställningar gör av utställningsverksamhet idag. De har en mångfald andra uppgifter. Deras verksamhet ser annorlunda ut./.../Merparten av den sorts utställningsverksamhet som Riksutställningar bedriver idag skulle försvinna om Riksutställningar lades ner, liksom en betydande utställningskompetens./.../

## Tema
Klimatkamrarna var en installation på temat klimatförändringar och ekologisk obalans, skapad av konstnärsduon Bigert & Bergström. Besökarens uppfattning om och förhållande till naturen skulle utmanas, med avstamp i teknikens och vetenskapens möjligheter.
/.../utställningen blev en undersökning av gränslandet mellan konst och vetenskap./.../
Konstnärsgruppen Bigert & Bergström sammanfattade tanken bakom utställningen så här:
Projektets kärna behandlar till stor del krocken mellan två företeelser: å ena sidan den katastrof som hotar biosfären och dess djurliv genom miljöförstöring och naturexploatering, å den andra den fascination så många känner inför de tekniska och vetenskapliga landvinningar som skapat västvärldens högteknologiska samhälle.

## Produktion
Arbetet med att framställa Klimatkamrarna påbörjades 1993, mitt under den pågående utredningen om statligt stöd till svenska kulturyttringar.
Det var ett tydligt exempel på Riksutställningars nya inriktning med resurskrävande produktioner. Att genomföra ett omfattande och tekniskt komplicerat projekt som detta var ett sätt för Riksutställningar att visa att man kunde göra sådant som ingen annan klarade av.

### Fem kammare
Sammantaget utgjorde Klimatkamrarna, med sina 600 kvadratmeter utställningsyta, en enda stor skulptur. Utställningen bestod av fem kamrar med olika klimat. De var utplacerade i en cirkelform kring ett större, centralt rum med en bemannad räddnings-”kuvös” i mitten. Temperaturen i det stora rummet låg konstant på 20 grader, som en kontrast till de extrema klimatupplevelserna i de mindre rummen. Besökaren kunde assistera räddningsstyrkan i centralrummet genom att stoppa in händerna i en form av laboratorieärmar som hängde på den så kallade kuvösens utsida.
De fem klimatkamrarna var cirkulära, 6 meter i diameter och med en takhöjd på cirka 4 meter. Elförbrukningen för att driva Klimatkamrarnas maskineri uppgavs som hög.
Fem dolda ingångar ledde från entrérummet till de fem klimatkamrarna, från vänster till höger:
- Ångkammaren: het ånga pumpades ut från flänsar på sidorna av en, som den beskrevs, vit och muterad noshörning i naturlig storlek mitt i kammaren. Lokalens syfte var att ge intrycket av tryckande, tropisk fuktighet.[8][9]
- Värmekammaren: besökaren fick uppleva hetta mellan 60 och 70 grader Celsius, alstrad av metallskulpturen ”Isbrytaren”. Väggarna var klädda med koppar för att bättre leda värme och taket var täckt med silverfolie för att reflektera ner värmen på besökarna. I nischer längs väggarna fanns fyra ”svettiga” pingviner i polyester.[8]
- Ljuskammaren: fylld av uppstoppade och utrotningshotade djur belysta av ett intensivt ultraviolett ljus. Golv, tak och väggar var täckta av ljuskänslig plast som laddades av en strålkastare som lyste i rummet. Så här beskrivs upplevelsen i kammaren i boken Kultur i rörelse – en historia om Riksutställningar och kulturpolitiken: ”Då och då släcktes strålkastaren och ljus strålade ut från kammarens ytor, utom på de platser där besökaren stått när ljuset var tänt. Skuggbilderna som blev kvar liknade grottmålningar och var effektfulla kontraster till de uppstoppade djuren”.[3]
- Fryskammaren: 30 grader kallt Celsius med ”puppliknande” varelser i dvala.
- Stormkammaren: fyra fläktar skapade öronbedövande och kraftfulla vindar på upp till 20 meter per sekund, som ibland ökade i styrka och trycktes uppåt mellan de spiralformade väggarna. Stormkammaren beskrevs också som ”en gigantisk snäcka formad av en konstant virvelvind”.[7][10]

### Norska motgångar
Storleken på Klimatkamrarna skapade problem, bland annat när utställningen skulle visas på Buskeruds konstcenter i norska Drammen.
Utställningen skulle visas tre trappor upp i en tom fabrikslokal. Eftersom det fanns en stor ingång och hiss räknade man med att det skulle gå bra. Strax innan avresan fick Riksutställningar veta att hissen var avstängd och inte fick användas, men att mottagaren skulle lösa problemet. Väl framme i Buskerud fanns en mobilkran på plats för att hissa upp de stora utställningsföremålen till tredje våningen. Taket över en gångbro fick svetsas loss för att lådor och föremål skulle kunna komma in.
Det är lätt att tro att det värsta var över och att resten skulle fungera utan problem. Så var inte fallet. När utställningen hade visats tre veckor skulle den fraktas hem till Sverige, men då hade konstcentret gått i konkurs.
Det fanns därför inga pengar att betala mobilkranföraren som skulle hjälpa till med lastningen. Till slut fick Riksutställningar ersätta honom så att allt kunde tas ner och lastas på bilarna. Chaufförer och tekniker började lasta på morgonen och höll på till sena kvällen innan allt var klart.
En film projekterades för att skildra hur Klimatkamrarna skapades från bygge till möte med publiken.

### Tryckta saker
En katalog till Klimatkamrarna trycktes i 3 000 exemplar på svenska och 500 exemplar på engelska. Det togs också fram en referensupplaga på 1 000 exemplar. Katalogen var på 64 sidor med måtten 210 gånger 270 centimeter. Priset angavs till 60 kronor för besökaren.
Affischer gjordes i två varianter: 70 gånger 100 centimeter i 1000 exemplar, 50 gånger 70 gånger i 2 000 exemplar. Varje affischvariant trycktes också i en referensupplags på 4 gånger 50 exemplar. Dessutom planerades en folder i 5 000 exemplar och 4 gånger 50 exemplar i referensupplags, plus vykort i fyra gånger 2 000 exemplar.
I marknadsföringssyfte planerades också en upp till 35 meter lång pil med namnet på utställningen, som skulle peka ut var den fanns för allmänheten.

### Produktionsteamet

#### Projektledare
- Annika Öhrner, konstnärsgruppen Bigert & Bergström.[16]

#### Turné
- Elisabet Adebo.[16]

## Turné
Premiären för Klimatkamrarna skedde i Stockholm (Nacka) där utställningen visades 3 till 27 mars 1994.
Klimatkamrarna gick sedan på turné över Norden och uppmärksammades för innehållet och formen, vilket sammanföll med ett ökat intresse för att ifrågasätta invanda föreställningar om natur och kultur, skriver Broms och Göransson. Gruppvisningarna sköttes i vissa fall av de konstnärliga upphovsmakarna till Klimatkamrarna: Bigert & Bergström, som också var med och monterade utställningen på de aktuella orterna. Deltog i gruppvisningarna gjorde också Annika Öhrner. Visningarna för skolor sköttes främst av turnéansvariga Elisabet Adebo.
I Stockholm visades Klimatkamrarna i en av Atlas Copcos industrilokaler i Sickla. Lokalen var stor nog att rymma Klimatkamrarnas 600 kvadratmeter och andra samtidigt pågående och skrymmande konstnärsprojekt. Under tiden som publiken besökte Klimatkamrarna byggde någon båtar i ett hörn av utställningslokalen och Atlas Copcos personal passerade genom industrihallen.

### Moppen gick varm i Sickla
Klimatkamrarnas komplexa konstruktion, som utsattes för värme, fukt, vind och kyla, krävde omfattande och daglig skötsel, berättar rapporten från Stockholmsvisningen 1994. Ingångarna till samtliga kammare svabbades dagligen och en städfirma grovstädade utställningen varje måndag när den var stängd. Bidrog till nedsmutsningen gjorde industrilokalens golv. Särskilt nödvändigt var underhållet i ångkammaren där betydande mängder vatten samlades snabbt. Slitaget på inredningen var också stort på grund av mängden besökare där en del av dem inte kunde motstå frestelsen att använda kamrarna till olika former av lek, enligt rapporten.
Besöksantalet i Sickla uppgick enligt sammanställningen till omkring 4 100 personer.
Klimatkamrarnas stopp i Umeå lockade drygt 3 500 personer. Bigert & Bergström, tillsammans med tre tekniker, jobbade heltid fyra dagar med att bygga upp utställningen. En utvärdering efter besöket berättar hur det kunde gå till när delar av publiken inte kunde hålla sig längre:
/.../Noshörningens horn/.../var ständigt på glid eftersom det inte var särskilt väl fastsatt och dessutom väldigt frestande att pilla på. Fryskammaren var ett annat populärt ställe att undersöka noggrannare: allt ifrån pupporna (som gick att plocka isär), väggarna (i synnerhet som plasten/tyget inte tålde kylan och gick sönder allt eftersom på flera ställen) och britsarna (varav det lägsta gick sönder ganska omgående efter det att någon ”råkat ” sätta sig på den...). I Stormkammaren upptäckte många hur kul det var att kasta upp olika saker (allt från entrébiljetter till mössor och jackor) genom hålet i taket.

### Orter och datum
Det är svårt att göra en helt exakt sammanställning av turnédatum för Klimatkamrarna, uppgifterna varierar i Riksarkivs samlingar. Nedan finns därför på vissa av orterna mer än ett datum angivet.

#### 1994
Nacka-Atlas Copco, Riksutställningar 3/3-27/3.
Drammen-Norge, Buskereds kunstcenter 15/4-22/5, eller möjligen 31/6.
Umeå, Umeå kommun, 1/9-31/9.
Luleå, ”ca” 20/10-20/11.
Helsingfors, Helsingfors kulturcentral 15/12-15/1.

#### 1995
Preliminärt:
Malmö
Göteborg
Köpenhamn

## Reaktioner
Klimatkamrarna besökte också Luleå, vilket bland annat skildrades i Norrbottens-Kuriren, 1994-10-21:
/.../Klimatkamrar[na] liknar ingenting som tidigare visats i länet. Utställningen består av fem kamrar: en kuvös finns i mitten och runt den grupperar sig storm, ljus, ånga, frys och värme./.../
Norrländska Socialdemokraten, NSD, 1994-10-24:
Köld och hetta skildrade i fryskammare och ångkammare visar fram motsatser i människans värld./.../I installationen i Konstens hus är många barn fascinerade av noshörningen. Vuxna står och tittar med intresse. Barn kryper under noshörningen, känner på det blänkande noshornet av metall, leker och undersöker. Fukten känns i luften och en odefinierbar doft tränger in i näsborrarna. Barnen upplever installationen med öppna mottagande sinnen.

## Ekonomi
- Projektbudget: 770 000 kronor.
- Distributionsbudget för en inledande visning i Stockholm i mars 1994 plus ”ytterligare fem-sex orter i Sverige och Norden under 94/95”.[24]

### Kammarpriser
Kostnaden för de olika kamrarna med sina speciella konstruktionslösningar:
- Ångkammaren: 25 850 kronor.
- Värmekammaren: 47 720 kronor.
- Ljuskammaren: 26 691 kronor.
- Fryskammaren: 71 321 kronor.
- Stormkammaren: 58 750 kronor.

### Utställningspriser
Kostnaden för de lokala utställarna varierade. Konstenheten vid Umeå kommun betalade Riksutställningar 50 000 kronor för att få visa Klimatkamrarna i fyra veckor. Summan omfattade försäkringspremie och transport av utställningen. Samma summa betalade exempelvis Annegårdens konstcentrum i Helsingfors. I Luleå betalade Konstens hus 25 000 kronor för motsvarande period.